# Irene Dingel
Irene Dingel (née le 26 avril 1956 à Werdohl) est une historienne allemande du christianisme et une théologienne protestante.

## Biographie
Elle étudie la théologie protestante et la romanistique à l'université de Heidelberg et à université Paris IV. De 1981 à 1982 elle était à l'École normale supérieure de Fontenay-aux-Roses comme « élève à titre étranger ». De 1982 à 1993 elle est collaboratrice scientifique et assistante à la Faculté de théologie de l'université de Heidelberg. Elle passe son doctorat en 1986 à Heidelberg, et son habilitation en 1993. D'abord professeur adjoint puis professeur en théologie historique à l'université Johann Wolfgang Goethe de Francfort (1994-1998), elle tient depuis 1998 la chaire d'histoire de l'Église et du dogme de la Faculté de théologie protestante (FB01) de l'université de Mayence. En tant que responsable du département d'histoire des religions occidentales, elle dirige aussi depuis 2005 l'Institut Leibniz pour l'histoire européenne (de) de Mayence.
Elle est entre autres membre ordinaire de l'Académie des sciences et des lettres de Mayence, membre du bureau de la Société pour l'histoire de la Réforme (de), membre du groupe de recherche des ordres religieux protestants du XVIe siècle de l'Académie des sciences de Heidelberg, du Kuratorium de la Herzog August Bibliothek de Wolfenbüttel, et de la Chambre de théologie de l'Église protestante en Allemagne (EKD). Depuis février 2012 elle est membre du Wissenschaftsrat.
Ses recherches portent sur l'histoire de la Réforme et l'époque des Confessions, le début de l'époque des Lumières dans le contexte européen occidental.

## Écrits (liste non exhaustive)

### Monographies
- Beobachtungen zur Entwicklung des französischen Vokabulars : Petit Larousse 1968 : Petit Larousse 1981, Francfort/M., coll. « Heidelberger Beiträge zur Romanistik » (no 21), 1987, 388 p. (ISBN 978-3-8204-9577-5)
- Concordia controversa. Die öffentlichen Diskussionen um das lutherische Konkordienwerk am Ende des 16. Jahrhunderts, Gütersloh, coll. « Quellen und Forschungen zur Reformationsgeschichte » (no 63), 1996 (ISBN 978-3-579-01731-0)

### Articles
- « La traduction du Dictionaire historique et critique de Pierre Bayle en allemand et sa réception en Allemagne », Studies van het Instituut Pierre Bayle voor Intellectuele Betrekkingen tussen de Westeuropese Landen in de nieuwe tijd,‎ 1998, p. 109

### Contributions
- avec Christiane Tietz : Das Friedenspotenzial von Religion, Mayence, coll. « Veröffentlichungen des Instituts für Europäische Geschichte Mainz », 2009 (ISBN 978-3-525-10091-2).
- avec Matthias Schnettger : Auf dem Weg nach Europa. Deutungen, Visionen, Wirklichkeiten, Gœttingue, coll. « Veröffentlichungen des Instituts für Europäische Geschichte Mainz » (no 82), 2010, 274 p. (ISBN 978-3-525-10095-0).
- avec Christiane Tietz : Die politische Aufgabe von Religion. Perspektiven der drei monotheistischen Religionen, Mayence, 2011, 433 p. (ISBN 978-3-525-10113-1, présentation en ligne).

### Éditions scientifiques
- Abraham Mangon, Kurze doch wahrhafftige Beschreibung der Geschichte der Reformierten in Frankfurt. 1554 -1712  (édité et commenté par Irene Dingel), Leipzig, 2004, 221 p. (ISBN 978-3-374-02177-2).
- Controversia et Confessio. (projet de l'Union des académies allemandes des sciences)
  - Tome 8 : (de) Die Debatte um die Wittenberger Abendmahlslehre und Christologie (1570–1574), Gœttingue, Vandenhoeck & Ruprecht, 2008, 1190 p. (ISBN 978-3-525-56200-0).
  - Tome 1 : Reaktionen auf das Augsburger Interim. Der Interimistische Streit (1548-1549), 2010, 1030 p. (ISBN 978-3-525-56008-2, présentation en ligne).

### Responsabilité éditoriale
- Collection : Quellen und Forschungen zur Reformationsgeschichte (QFRG,  (ISSN 0171-2179) - au nom de la Société pour l'histoire de la Réforme)[5]
- Collection : Veröffentlichungen des Instituts für Europäische Geschichte Mainz. Abteilung für Abendländische Religionsgeschichte (= Monographies, ou Contributions regroupées)
- Collection : Reformed Historical Theology / Reformierte Historische Theologie (RHT): co-éditrice
- Collection : Leucorea-Studien zur Geschichte der Reformation und der Lutherischen Orthodoxie (LStGRLO): co-éditrice[6]
- Revue : Verkündigung und Forschung (de) (VuF  (ISSN 0342-2410)): co-éditrice[7]
- Revue : Zeitschrift für Kirchengeschichte (de)(ZKG ): co-éditrice[8]
- (en) The Oxford handbook of Martin Luther's theology  (Robert Kolb, Irene Dingel, Lubomir Batka (éd.)), Oxford, Oxford University Press, coll. « Oxford Handbooks », 2014, xvii+662 (ISBN 978-0-19-960470-8, présentation en ligne)

## Récompenses
- 1994 : Bourse Heisenberg de la Deutsche Forschungsgemeinschaft[9] (annulée en raison de l'acquisition simultanée du titre de professeur adjoint)
- 2000 : Bourse de la Herzog August Bibliothek de Wolfenbüttel
- 2015 : Prix Hermann-Sasse (de)